# Kłodzki Komitet Obywatelski
Kłodzki Komitet Obywatelski (KKO) – stowarzyszanie samorządowe powstałe w 1989 roku, działające na terenie Kłodzka, wywodzące się z działaczy miejscowej NSZZ „Solidarność”. Obecnym przewodniczącym stowarzyszenia jest Jerzy Kowalczyk.

## Siedziba
Kłodzki Komitet Obywatelski ma swoją siedzibę w Kłodzku przy ulicy Armii Krajowej 34. Interesantów przyjmują tam w godzinach od 9:00 do 15:00:
- prawnik i ławnicy,
- radni miejscy,
- członkowie zarządu w pomocy administracyjnej.

## Historia
Kłodzki Komitet Obywatelski bierze swoją genezę z NSZZ „Solidarności” działającej na terenie ziemi kłodzkiej w latach 80. XX wieku. Jej działacze zamieszkujący Kłodzko utworzyli 11 grudnia 1989 roku KKO, na którego przewodniczącego wybrano Jerzego Kowalczyka, a na jego zastępcę Leszka Bobulę. Do organizacji przystąpili także: Mirosław Awiżeń, Danuta Perczyńska, Leszek Woźniak, Stefan Piekarczyk i Adam Kwas.
Głównym celem działalności KKO było działanie na rzecz rozwoju samorządności, podejmowanie inicjatyw obywatelskich, ochrona praw obywateli. Odgrywał ważną rolę na początku lat 90. XX wieku w politycznych przemianach w mieście, a jego przedstawiciele zasiadali w Radzie Miasta I kadencji, gdzie udało im się obsadzić główne stanowiska, w tym burmistrza i jego zastępców.
W wyborach samorządowych w 1994 roku udało im się uzyskać 6 miejsc w radzie miejskiej, stając się najsilniejszym ugrupowaniem. Jego przedstawiciele piastowali funkcję prezydialne w radzie. W kolejnych latach jego rola w kwestiach społeczno-politycznych była coraz mniej zauważalna i znacząca W następnych wyborach do Rady Miasta Kłodzka III kadencji z 1998 roku zajęli trzecie miejsce, co dało im 3 mandaty, które otrzymali: Celina Włodarczyk, Jerzy Dziewiecki i Józef Migdał,.
W 2002 roku weszli w skład Komitetu Wyborczego Wyborców "Prawica Razem" i odnieśli najsłabszy wynik w wyborach samorządowych otrzymując 675 głosów (6,49%) oraz jedno miejsce w radzie, które przypadło Zdzisławowi Dudzie.
W wyborach z 2006 roku poprawili swój wynik wyborczy otrzymując 970 głosów (9,35%) i 3 mandaty w radzie miejskiej: Zdzisław Duda, Celina Włodarczyk i Zygmunt Żerkowski. Ten ostatni kandydował z ramienia KKO na burmistrza Kłodzka, otrzymując wyłącznie 411 głosów poparcia.
W ostatnich jak dotychczas wyborach samorządowych KKO poprawiło swój wyniki - 1111 ważnych głosów, ale wprowadziło do rady miejskiej wyłącznie dwóch radnych - Zdzisława Dudę i Zygmunta Żerkowskiego. Wystawili także własną kandydatkę do fotelu burmistrza, którą została Joanna Mesjasz, psycholog zarządzania i wykładowca na Uniwersytecie Ekonomicznym we Wrocławiu. Zajęła ona trzecie miejsce z wynikiem 1454 głosów (14,04%).